# ...e ora parliamo di Kevin
...e ora parliamo di Kevin (We Need to Talk About Kevin) è un film del 2011 diretto da Lynne Ramsay, adattamento cinematografico del romanzo Dobbiamo parlare di Kevin di Lionel Shriver, successivamente ripubblicato con il titolo ...e ora parliamo di Kevin dopo la distribuzione del film.
Il film è interpretato da Tilda Swinton, John C. Reilly e Ezra Miller, ed è stato presentato in anteprima e in concorso al Festival di Cannes 2011.

## Trama
Eva Khatchadourian, una donna armeno-americana, ha messo da parte tutte le sue ambizioni professionali per mettere al mondo il figlio, Kevin, col quale, però, ha fin da subito un rapporto conflittuale: mentre col padre è un bambino tranquillo, con la madre continua a piangere, per poi passare al provocatorio mutismo infantile e, infine, alla ribellione adolescenziale. Inoltre, qualche giorno prima di compiere sedici anni, proprio mentre Eva, dopo anni, ha ricominciato ad aver successo come scrittrice, Kevin, armato di arco e frecce, uccide il padre e la sorellina e poi compie una strage nella sua scuola. 
Due anni dopo, mentre la sua vita si è completamente rivoluzionata anche a causa dell'odio della gente nei suoi confronti, Eva va a trovare Kevin in carcere per sapere il motivo di tutte queste morti ma Kevin le risponde che al tempo pensava di sapere il motivo ma che ora non lo sa più.

## Produzione
Nel 2005 BBC Films ha acquisito i diritti per adattare il libro in un film. Alla scrittrice Lionel Shriver è stato offerto un ruolo consultivo nel processo produttivo, ma ha rifiutato. Dopo che il suo coinvolgimento nell'adattamento cinematografico di Amabili resti non è andato a buon fine, Lynne Ramsay ha firmato per dirigere il film. Anche se la produzione non era ancora iniziata, nei primi mesi del 2007 la BBC Films ha rinnovato i diritti. Nel 2008 lo script è apparso nella lista delle migliori sceneggiature non-prodotte del cinema britannico. In seguito Ramsay, in collaborazione con Rory Kinnear, ha scritto la sceneggiatura definitiva, così da poter girare il film con costi inferiori, a causa dei problemi finanziari della casa di produzione.
Dopo la conferma del cast, la fase di pre-produzione è iniziata nel maggio 2009. Le riprese sono iniziate il 19 aprile 2010 a Stamford, Connecticut, e si sono concluse il 28 maggio 2010. Parte delle riprese sono state effettuate presso la JM Wright Technical High School di Stamford. Jonny Greenwood, dei Radiohead, ha composto le musiche del film. La produzione del film è costata 7 milioni di dollari.

## Distribuzione
Il film è stato presentato in anteprima e in concorso al Festival di Cannes nel maggio 2011, successivamente è stato presentato in numerosi festival internazionali, tra cui il Toronto International Film Festival. Il film è stato distribuito nelle sale cinematografiche del Regno Unito il 21 ottobre 2011. In Italia è stato distribuito dal 17 febbraio 2012 a cura della Bolero Film.

## Accoglienza

### Incassi
Il film ha incassato 10,8 milioni di dollari al botteghino.

### Critica
Sull'aggregatore Rotten Tomatoes il film riceve il 75% delle recensioni professionali positive con un voto medio di 7,4 su 10 basato su 210 critiche, mentre su Metacritic ottiene un punteggio di 68 su 100 basato su 37 critiche.

## Riconoscimenti
- 2012 - Golden Globe
  - Nomination Migliore attrice in un film drammatico a Tilda Swinton
- 2012 - Premio BAFTA
  - Nomination Miglior film britannico a Lynne Ramsay, Luc Roeg, Jennifer Fox, Robert Salerno e Rory Stewart Kinnear
  - Nomination Miglior regia a Lynne Ramsay
  - Nomination Miglior attrice protagonista a Tilda Swinton
- 2012 - Screen Actors Guild Award
  - Nomination Migliore attrice protagonista a Tilda Swinton
- 2011 - Festival di Cannes
  - Nomination Palma d'oro a Lynne Ramsay
- 2011 - European Film Awards
  - Miglior attrice a Tilda Swinton
- 2011 - National Board of Review Awards
  - Migliori dieci film indipendenti
  - Miglior attrice protagonista a Tilda Swinton
- 2012 - AACTA Award
  - Nomination Miglior film internazionale a Jennifer Fox, Luc Roeg e Robert Salerno
  - Nomination Miglior regista internazionale a Lynne Ramsay
  - Nomination Miglior attrice internazionale a Tilda Swinton
  - Nomination Miglior sceneggiatura internazionale a Lynne Ramsay e Rory Stewart Kinnear
- 2011 - British Independent Film Awards
  - Miglior regia a Lynne Ramsay
  - Nomination Miglior film britannico
  - Nomination Miglior attrice protagonista a Tilda Swinton
  - Nomination Miglior attore non protagonista a Ezra Miller
  - Nomination Miglior sceneggiatura a Lynne Ramsay e Rory Stewart Kinnear
  - Nomination Miglior contributo tecnico (per la fotografia) a Seamus McGarvey
- 2012 - Critics' Choice Movie Award
  - Nomination Migliore attrice protagonista a Tilda Swinton
  - Nomination Miglior giovane interprete a Ezra Miller
- 2011 - San Diego Film Critics Society Awards
  - Nomination Miglior attrice protagonista a Tilda Swinton
- 2013 - Premio Bodil
  - Nomination Miglior film statunitense a Lynne Ramsay
- 2011 - Camerimage
  - Nomination Rana d'oro a Seamus McGarvey
- 2011 - Dallas-Fort Worth Film Critics Association Award
  - Premio Russell Smith a Lynne Ramsay
  - Nomination Miglior attrice protagonista a Tilda Swinton
- 2012 - Evening Standard British Film Awards
  - Miglior film a Lynne Ramsay
  - Nomination Miglior attrice protagonista a Tilda Swinton
  - Nomination Miglior contributo tecnico a Paul Davies
  - Nomination Miglior montaggio sonoro
- 2012 - Irish Film and Television Award
  - Miglior regista o fotografo a Seamus McGarvey
  - Nomination Miglior attrice internazionale a Tilda Swinton
- 2012 - London Critics Circle Film Awards
  - Film britannico dell'anno
  - Nomination Regista dell'anno a Lynne Ramsay
  - Nomination Attrice dell'anno a Tilda Swinton
  - Nomination Attrice britannica dell'anno a Tilda Swinton
  - Nomination Contributo tecnico dell'anno (per il montaggio sonoro) a Paul Davies
- 2011 - London Film Festival
  - Miglior film a Lynne Ramsay
- 2011 - Southeastern Film Critics Association Awards
  - Nomination Miglior attrice protagonista a Tilda Swinton
- 2011 - Tallinn Black Nights Film Festival
  - Premio della Giuria al miglior regista a Lynne Ramsay
- 2011 - Abu Dhabi Film Festival
  - Nomination Premio della Perla nera a Lynne Ramsay
- 2011 - Alliance of Women Film Journalists
  - Miglior regista femminile a Lynne Ramsay
  - Nomination Miglior attrice protagonista a Tilda Swinton
  - Nomination Miglior sceneggiatura non originale a Lynne Ramsay e Rory Stewart Kinnear
  - Nomination Miglior sceneggiatrice a Lynne Ramsay e Rory Stewart Kinnear
- 2011 - Austin Film Critics Association
  - Miglior attrice protagonista a Tilda Swinton
- 2011 - Awards Circuit Community Awards
  - Nomination Miglior attrice protagonista a Tilda Swinton
  - Nomination Menzioni onorevoli
- 2013 - CinEuphoria Awards
  - Nomination Miglior attrice internazionale a Tilda Swinton
  - Nomination Miglior attore non protagonista internazionale a Ezra Miller
  - Nomination Miglior sceneggiatura originale a Lynne Ramsay e Rory Stewart Kinnear
- 2013 - Cinema Bloggers Awards
  - Miglior attore non protagonista internazionale a Ezra Miller
  - Nomination Miglior attrice internazionale a Tilda Swinton
- 2013 - Críticos de Cinema Online Portugueses Awards
  - Nomination Miglior attrice protagonista a Tilda Swinton
- 2012 - Georgia Film Critics Association
  - Nomination Miglior film
  - Nomination Miglior regia a Lynne Ramsay
  - Nomination Miglior attrice protagonista a Tilda Swinton
- 2011 - Ghent International Film Festival
  - Canvas Audience Award a Lynne Ramsay
  - Nomination Gran Premio a Lynne Ramsay
- 2011 - Hawaii International Film Festival
  - EuroCinema Hawai'i Award al miglior flm a Lynne Ramsay
  - Miglior regia a Lynne Ramsay
  - Miglior attrice a Tilda Swinton
- 2011 - Houston Film Critics Society Awards
  - Miglior attrice protagonista a Tilda Swinton
- 2011 - Indiana Film Journalists Association
  - Nomination Miglior attrice a Tilda Swinton
- 2012 - International Online Film Critics' Poll
  - Nomination Miglior attrice protagonista a Tilda Swinton
- 2012 - Iowa Film Critics Awards
  - Miglior film ancora non uscito in Iowa
- 2012 - Italian Online Movie Awards
  - Nomination Miglior attrice protagonista a Tilda Swinton
  - Nomination Premio speciale al miglior film europeo a Lynne Ramsay
- 2012 - Online Film & Television Association
  - Miglior attrice protagonista a Tilda Swinton
  - Nomination Miglior attrice non protagonista a Ezra Miller
  - Nomination Miglior performance giovane a Ezra Miller
  - Nomination Miglior performance rivelazione maschile a Ezra Miller
- 2012 - Online Film Critics Society Awards
  - Miglior attrice protagonista a Tilda Swinton
  - Nomination Miglior sceneggiatura non originale a Lynne Ramsay e Rory Stewart Kinnear
  - Nomination Miglior montaggio a Joe Bini
- 2012 - Rembrandt Awards
  - Nomination Miglior attrice internazionale a Tilda Swinton
- 2013 - SESC Film Festival
  - Miglior attrice straniera a Tilda Swinton
- 2011 - San Francisco Film Critics Circle
  - Miglior attrice protagonista a Tilda Swinton
- 2011 - St. Louis Film Critics Association
  - Miglior film creativo/artistico
- 2011 - Washington DC Area Film Critics Association Awards
  - Nomination Miglior attrice protagonista a Tilda Swinton
- 2011 - Women Film Critics Circle Awards
  - Miglior film realizzato da una donna
  - Nomination Miglior recitazione coraggiosa a Tilda Swinton
  - Nomination Miglior attrice protagonista a Tilda Swinton
  - Nomination Miglior narratrice a Lynne Ramsay
- 2012 - Writers' Guild of Great Britain
  - Miglior sceneggiatura a Lynne Ramsay e Rory Stewart Kinnear